# Посёлок разъезда Алдарово
Посёлок разъезда Алдарово  — поселение (железнодорожный разъезд) в Альшеевском районе, вошедшее в 2005 году в состав села Аксёново. Здесь же находится платформа Алдарово.
Закон «О внесении изменений в административно-территориальное устройство Республики Башкортостан в связи с образованием, объединением, упразднением и изменением статуса населенных пунктов, переносом административных центров» от 20 июля 2005 года N 211-з постановил:
ст. 2. Объединить следующие населенные пункты с сохранением наименований:

1) в Альшеевском районе:

б) поселение железнодорожная будка 1472 км, поселок разъезда Алдарово и село Аксеново Аксеновского сельсовета, установив объединенному населенному пункту тип поселения — село, с сохранением наименования «Аксеново»;